# Levoča
Levoča er en by og kommune i distriktet Levoča i regionen Prešov i det nordlige Slovakiet. Den ligger 370 kilometer fra den slovakiske hovedstad Bratislava. Byen har et areal på 114,77 km² og en befolkning på 14.256(2021) indbyggere.

## Eksterne links
- Officiel hjemmeside

- Wikimedia Commons har flere filer relateret til Levoča